# 黑水瀑布州立公园

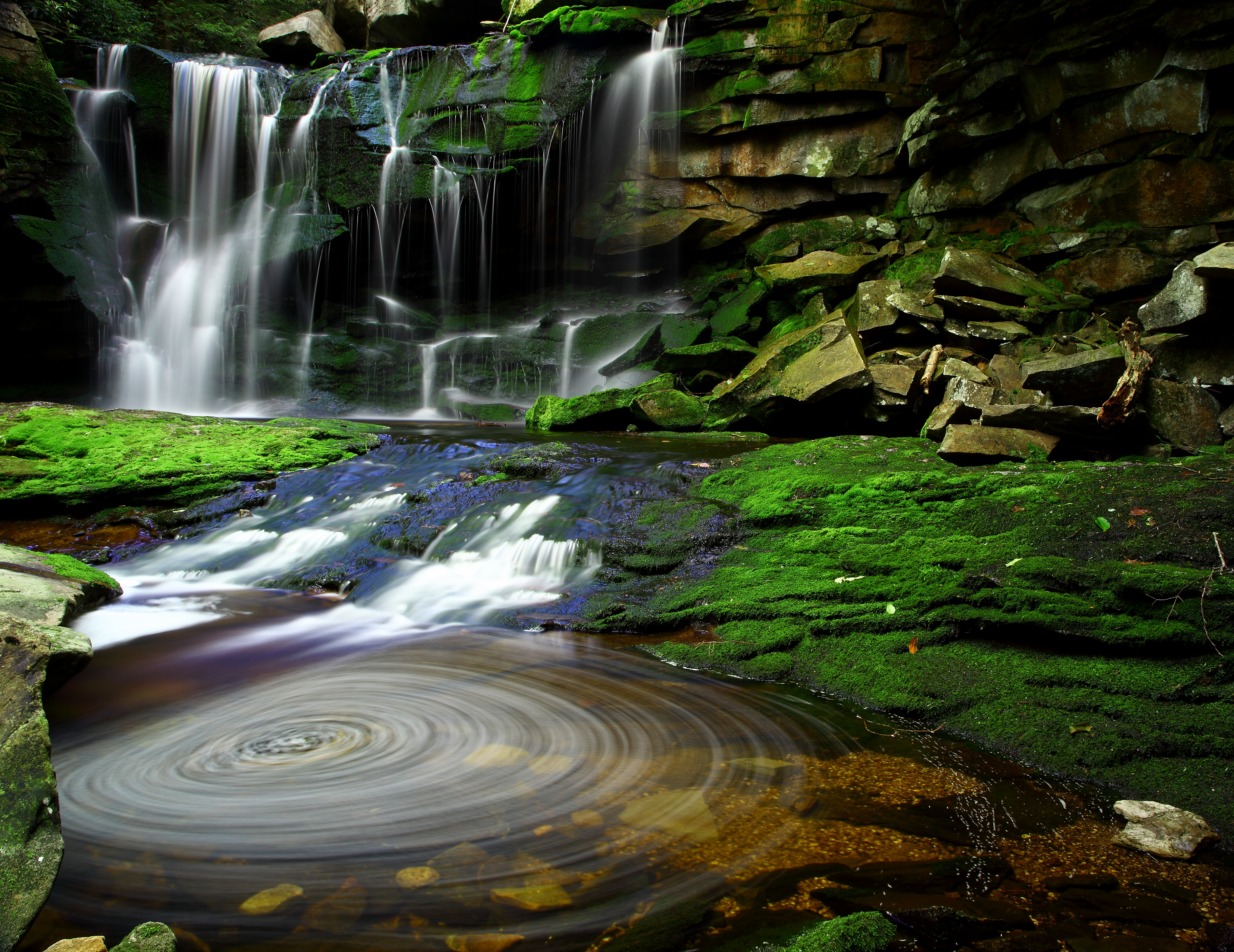
黑水瀑布

黑水瀑布州立公园（Blackwater Falls State Park）位于美国西弗吉尼亚州塔克县阿勒格尼山脉，占地面积2358英亩。公园的核心是黑水瀑布，高度落差为19米（62英尺），黑水河从那里缓慢地流到坎农山谷（Canaan Valley），进入黑水峡谷。这里是该州最佳风景拍摄地点之一，经常出现在年历、文具、广告和各类拼图中。河的名字来自于它含丹宁酸的黑色的水。

## 地理
黑水瀑布州立公园位于塔克县戴维斯镇东南方向2英里，主要为红云杉和铁杉组成的高地森林。其他公园内重要树种包括黄桦木、美国榉木、枫木等。